# Sam Vano
Sam van Ommen (Amsterdam, 19 december 1997), bekend onder de artiestennaam Sam Vano, is een Nederlandse singer-songwriter.

## Jeugd en opleiding
Van Ommen woonde in zijn jeugd in Ghana. Aldaar leerde hij gitaarspelen en speelde hij op school in een rockband. Als tiener in Nederland speelde Van Ommen gitaar in de rockband Oxheart met een drummer en een bassist. De muziek was mede geïnspireerd door Jimi Hendrix. De band trad hoofdzakelijk op in Amsterdam.
In 2017 begon Van Ommen aan zijn opleiding aan het Conservatorium van Amsterdam. Hij studeerde nominaal af in 2021, met een bachelor in gitaar aan de popafdeling van het conservatorium. Daar leerde onder anderen Julia Schellekens kennen, met wie hij een americana-duo vormde.

## Muziekcarrière
Vanaf 2015 werd Van Ommen actiever in de livemuziek en sindsdien treedt hij regelmatig op. Anno 2025 had hij aan drie ep's en twee albums geschreven.

### Sam & Julia
In 2015 begonnen Van Ommen en Schellekens onder de naam Sam & Julia met optredens en componeren. De muziek was het product van de gedeelde liefde voor americana, country en folkmuziek. In 2016 werd hen gevraagd op te treden in het voorprogramma van het Nederlandse folkduo Tangarine. In 2016 haalde Sam & Julia de finale van muziekcompetitie Grote Prijs van Nederland.
In 2019 kwam de eerste ep So Far, So Good uit. Na in 2020 en 2021 een aantal singles te hebben uitgebracht, verscheen de tweede ep: Easy. In juli 2020 tekende Sam & Julia een contract met I Love My Label en Excelsior Recordings. In 2021 kwam het album Something Somewhere uit, dat van de Volkskrant vier uit vijf sterren kreeg. Eind 2021 maakte het duo bekend dat zij ieder aan eigen muziekprojecten gingen werken en kwam Sam & Julia stil te liggen.

### Als Sam Vano
In mei 2023 kwam onder de artiestennaam Sam Vano de eerste solo-ep van Van Ommen uit: Solitaire. Door NPO Radio 2 werden de teksten beschreven als 'introspectief' en het gitaarspel als 'meeslepend'.
Gedurende 2024 en 2025 bracht Van Ommen, in de aanloop naar zijn eerste soloalbum, een aantal singles uit, onder andere het titulaire lied 'Selfhelpingmehelpmyself'. Op 18 april 2025 volgde het album Selfhelpingmehelpmyself. Op 20 april 2025 speelde hij zijn album in Paradiso, begeleid door een band.

### Andere muziekprojecten
Vanaf april 2023 tot en met januari 2024 speelde Van Ommen in de band van Tim Knol in Tim Knol & the Wandering Hearts. Sindsdien trad de band (of onderdelen daarvan) op bij uiteenlopende gelegenheden, zoals bij Gram Parsons 50th Memorial in het Concertgebouw, of de Tribute to Tom Petty in Paradiso.
Van Ommen ondersteunde onder meer de optredens van The Cactus Blossoms, Victoria Canal, de Dawn Brothers, Rosanne Cash en Tim Knol. In januari 2025 bracht Van Ommen samen met twee bevriende muzikanten (Tara Wilts en Niels De Jonge) de ep Meal Prep uit.

## Discografie

### Albums en ep's
| Titel                   | Datum van verschijnen | Opmerkingen             |
| ----------------------- | --------------------- | ----------------------- |
| Selfhelpingmehelpmyself | 18 april 2025         | Debuutalbum Sam Vano    |
| Solitaire               | 12 mei 2023           | Debuut-ep Sam Vano      |
| Something Somewhere     | 21 mei 2021           | Debuutalbum Sam & Julia |
| Easy                    | 23 april 2021         | Met Sam & Julia         |
| So Far, So Good         | 22 februari 2019      | Debuut-ep Sam & Julia   |

### Singles
| Titel                   | Datum van verschijnen | Opmerkingen                                     |
| ----------------------- | --------------------- | ----------------------------------------------- |
| Selfhelpingmehelpmyself | 28 februari 2025      | Titelsong van het album Selfhelpingmehelpmyself |
| Hannah                  | 24 januari 2025       |                                                 |
| Winter Baby             | 8 november 2024       |                                                 |
| hero                    | 6 april 2023          |                                                 |
| going nowhere (slowly)  | 2 maart 2023          |                                                 |
| luther king park        | 26 januari 2023       | Debuutsingle Sam Vano                           |